# BBÖ 2041/s
Die BBÖ 2041/s war eine Reihe dieselelektrisch angetriebener Schmalspur-Gepäcktriebwagen der BBÖ. In der Praxis wurden sie allerdings fast ausschließlich als Diesellokomotive genutzt. Einige Fahrzeuge sind noch bei verschiedenen Bahnen im Einsatz.

## Geschichte

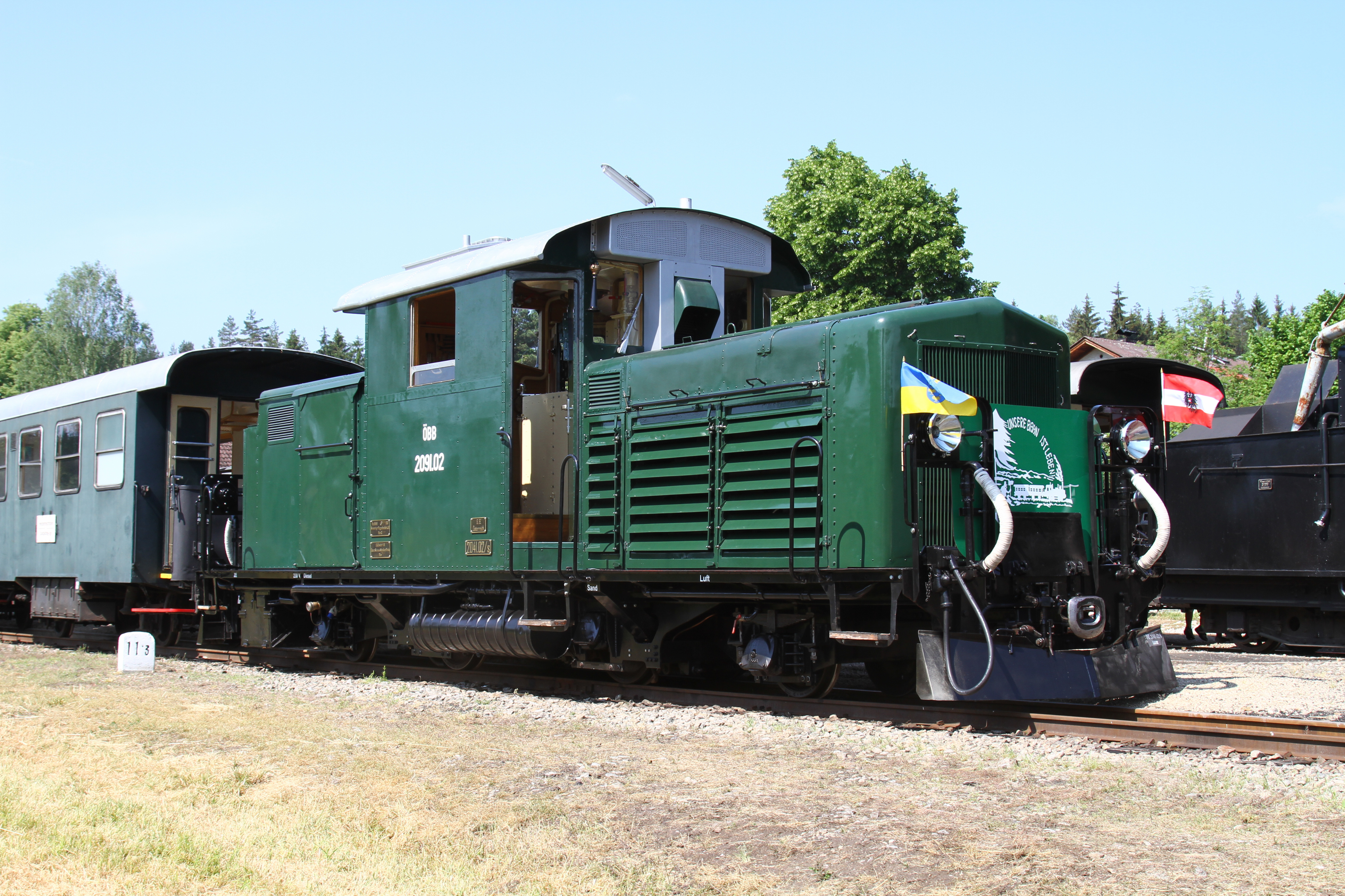
2091.02 wurde wieder mit dem ursprünglichen grünen Anstrich versehen, hier in Alt Nagelberg (2015)

Diese Baureihe war eine leistungsfähigere Weiterentwicklung der 1934 gebauten dieselelektrischen BBÖ-Baureihe 2040/s. Das Fahrzeug war als leichter Gepäcktriebwagen konzipiert. In einen der beiden Vorbauten sollten Gepäckstücke eingeladen und so das Mitführen eines gesonderten Gepäckwagens überflüssig werden. In der Praxis wurde kaum davon Gebrauch gemacht, stattdessen wurden die Fahrzeuge als Lokomotiven eingesetzt.
Die ersten sieben Lokomotiven wurden 1936/37 von der Simmeringer Maschinen- und Waggonbaufabrik (mechanischer Teil) und den Österreichischen Siemens-Schuckert Werken (elektrischer Teil) geliefert. Von 1938 bis 1940 folgten weitere fünf Stück, die schon von der Deutschen Reichsbahn (DR) bestellt wurden. Letztere unterschieden sich in Details von den erstgelieferten (vgl. Tabelle). Die DR ordnete die zwölf Fahrzeuge als Triebwagen 137 332 bis 137 343 ein. Während des Zweiten Weltkrieges baute die DR wegen Treibstoffmangels sieben Loks auf Gasantrieb um; die anderen stellte sie ab. Nach 1945 wurden die Fahrzeuge rückgebaut oder reaktiviert.
Die Loks kamen mit Ausnahme der Steyrtalbahn und der Vellachtalbahn auf allen ÖBB-Schmalspurstrecken mit 760-mm-Spurweite zum Einsatz. Die ÖBB gab ihnen ab 1953 die Bezeichnung 2091.01–12, mit der führenden Ziffer 2 erneut als Lokomotive klassifiziert.

## Technische Beschreibung
Das Gewicht der Lok tragen vier Achsen. Die beiden mittleren Treibachsen sind in einem Außenrahmen starr gelagert. Die beiden Laufachsen sitzen in Deichselgestellen nach Bauart Bissel. Eine solche eher untypische Fahrwerksanordnung besaßen auch die parallel zu den 2041/s angeschafften Krimmler Wagen. Die Konstruktion sorgt für einen besonders ruhigen und stabilen Lauf auch durch Bögen.
Unter dem Motorvorbau befindet sich ein 210 PS starker V8-Dieselmotor des Typs R8, der einen Generator antreibt. Die gleiche Motortype kam auch in den Schnelltriebwagen Reihe VT 42 zum Einsatz. Die Kraftübertragung erfolgt stufenlos durch das sogenannte GEBUS-Prinzip, bei dem sich die Geschwindigkeit und Zugkraft (bei konstanter Drehzahl und Leistung des Dieselmotors) automatisch den Anhängelasten und den Steigungen der Strecke anpasst. Die Regulierung der Geschwindigkeit bis hin zur Stillsetzung der Lok funktioniert rein über die Drehzahlregulierung des Dieselmotors, die mechanisch durch einen Zugkrafthebel im Führerstand erfolgt.
Um den Einmannbetrieb zu ermöglichen, war es erforderlich, die Reaktionsfähigkeit des Triebfahrzeugführers ständig zu überprüfen. Daher wurde ein Totmann-System eingebaut. Der Zugkrafthebel musste ständig gegen eine Federkraft nach vorne gedrückt werden. Wenn dieser Hebel die Nullstellung erreichte, musste durch Drücken eines Knopfes dieses System bedient werden. Sollte das Personal – aus welchen Gründen auch immer – den Zugkrafthebel während der Fahrt nicht mehr betätigen und auch den Totmann-Knopf nicht drücken, so ertönt nach 75 m ein akustisches Warnsignal. Nach weiteren 75 m wird eine Zwangsbremsung eingeleitet.
Die elektrische Ausrüstung entspricht weitgehend dem nachgelieferten Exemplar der Baureihe 2040/s und besteht aus einem achtpoligen Hauptgenerator mit einer Dauerleistung von 122 kW bei 1.280/min (2091.01-03) respektive 128 kW bei 1.350/min (2091.04-12). Die beiden Tatzlagerfahrmotoren sind fremdbelüftet. Sie leisten 57 kW (2091.01-07) und haben ein doppeltes Vorgelege bzw. bei gleicher Leistung, aber höherer Drehzahl ein einfaches Vorgelege (2091.08-12).
Um die Wagen mit Dampf heizen zu können, war ursprünglich im Führerhaus ein mit Dieselkraftstoff befeuerter Dampfheizkessel untergebracht. Sobald der Wagenpark mit Webasto-Heizung ausgestattet war, konnte der Dampfkessel entfallen. Er wurde in weiterer Folge von allen 12 Loks wieder ausgebaut. Einzig das bei einigen Lokomotiven auf der Gepäckabteilseite fehlende zweite Führerhausfenster weist noch auf die Zeit des Dampfkessels hin.

## Umbauten
Außer den schon erwähnten Umbauten erfolgten diverse Modernisierungen. So wurden ab 1963 die Dampfkessel für die Zugheizung ausgebaut, da die Waggons mit Webasto-Heizungen ausgestattet waren. Für die Kühlwasservorwärmung wurden Webasto-Geräte auch in die Lokomotiven selbst eingebaut. Außerdem wurden im Laufe der Jahre bei einzelnen Loks dieser Baureihe auf der Gepäckabteilseite zusätzliche Scheibenwischer angebracht.
2091.07

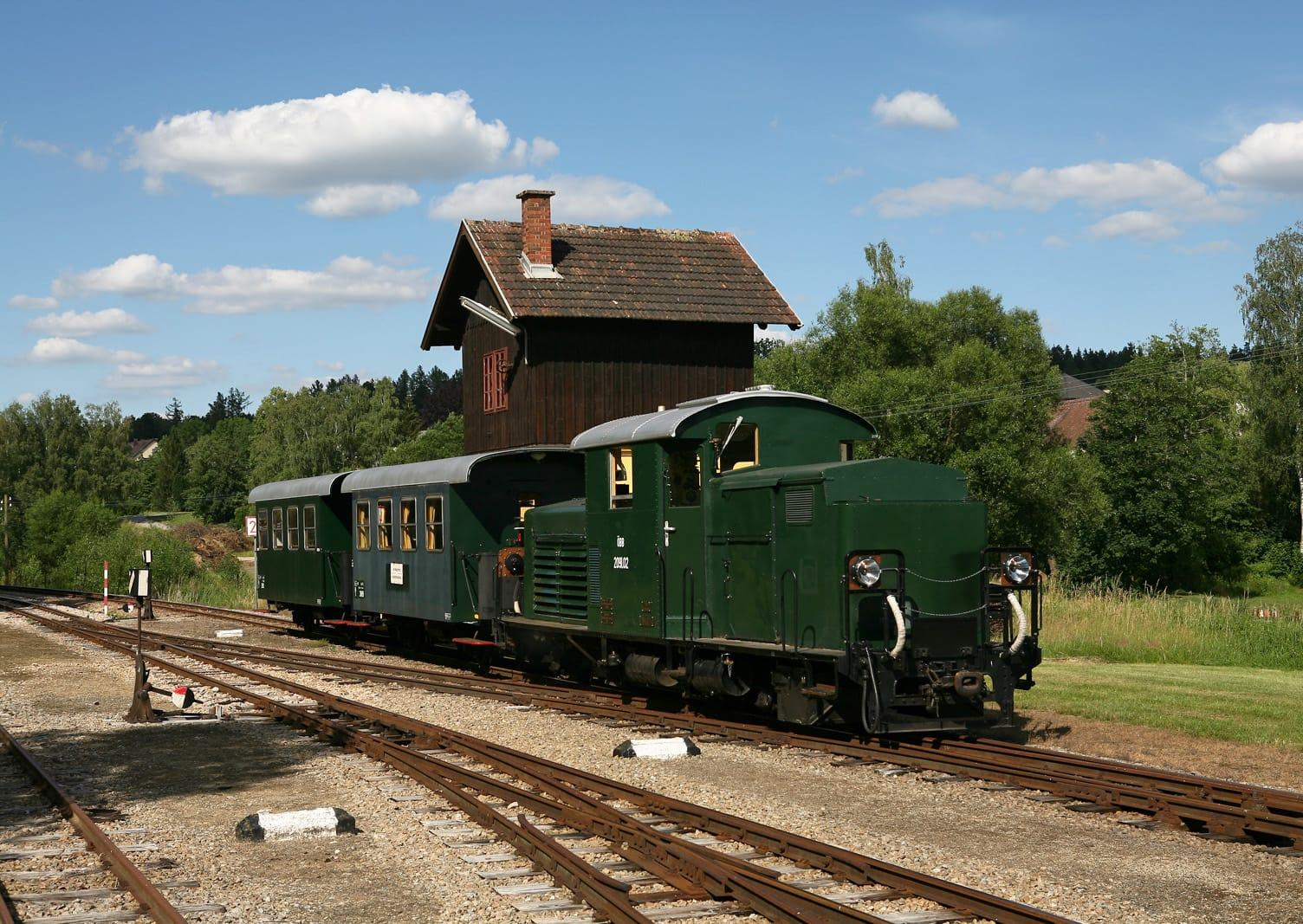
WSV 2091.02, erkennbar der ursprüngliche Gepäckabteilvorbau

In den 1970er-Jahren ergaben Schallmessungen, dass der Motorenlärm den Schallpegel-Grenzwert im Führerhaus der 2091 übersteigt. Daher wurde im Jahr 1978 versuchsweise die 2091.07 umgebaut, um eine Schallreduktion zu erreichen. Von außen ist dieser Umbau durch ein leicht geändertes Aussehen des Führerhauses auf der Seite des Motorvorbaues erkennbar.
2091.09
In den Jahren 1979 und 1980 wurde die 2091.09 als nächste Kandidatin für diverse Umbauten herangezogen. Diese fanden in großem Umfang im Rahmen einer fälligen Hauptausbesserung in der Hauptwerkstätte St. Pölten statt. Neben einer zusätzlichen Schallisolierung wurde dabei der Gepäckraum durch einen niedrigeren Vorbau ersetzt, in dem einige technische Einrichtungen Platz fanden. Des Weiteren wurden ein SIFA-Pedal eingebaut und der Fahrschalter dahingehend umgebaut, dass er einrastet und nicht gegen eine Feder gehalten werden muss, was die Arbeit des Lokführers erheblich erleichtert. Außerdem wurde der Fußboden im Führerhaus eben gestaltet, indem die Stufen im Bereich der Einstiegstüren entfernt wurden.
2091.10 und 2091.11
In den 1980er und 1990er Jahren wurde das Gepäckabteil der 2091.010 und 2091.011 optisch verändert: Die Stufe beim oberen Spitzensignal wurde entfernt und an die Höhe des restlichen Gepäckabteils angepasst.
Im Jahr 1992 wurden an der 2091.011 dieselben technischen Änderungen wie an der 2091.09 (SIFA, Apparateschrank statt Gepäckabteil, ergonomischere Anordnung der Bedienelemente) durchgeführt. Optisch veränderte sich bis auf das nachgerüstete Schlusslicht nichts. Die Form des (ehemaligen) Gepäckabteils und die Stufen im Führerhaus blieben unverändert. Ebenfalls verzichtet wurde auf Blecharbeiten am Führerhaus (Umbau des Daches).

### Übersicht der Umbauten

Geänderter Vorbau, geänderte Dachform und zusätzliche Scheibenwischer der 2091.09

- 2091 mit zehn Führerhausfenstern + 2 Scheibenwischern auf der Gepäckabteilseite (ab 1978 umgebaut, erste war 2091.07): 2091.007, 2091.008, 2091.010, 2091.011 und 2091.012
- 2091 mit zehn Führerhausfenstern + 4 Scheibenwischern pro Seite: 2091.009
- 2091 mit Abschrägung der vier Ecken des Führerhausdaches: 2091.009
- 2091 mit Sicherheitsfahrschaltung (Knopf zur händischen Bedienung + Pedal): 2091.009 + 2091.011
- 2091 mit Totmann (Knopf + Pedal): 2091.007, 2091.008, 2091.010, 2091.012
- 2091 mit je einem Schlusslicht pro Seite: 2091.009, 2091.011
- 2091 mit Apparateschrank anstatt Gepäckabteil: 2091.009 (niedrig) und 2091.011 (normalhoch)
- 2091 mit Formumänderung beim Gepäckabteil: 2091.009 (Höhe wie Motorvorbau), 2091.010 + 2091.011 (Höhe wie Gepäckabtei bei anderen 2091)
- 2091 mit geändertem Kühlergrill: 2091.012
- 2091 mit Ausbau der Stufe im Führerstand: 2091.009
- 2091 mit angepasster Position einiger Bedienelemente, um dem Triebfahrzeugführer ein Fahren im Sitzen zu erleichtern: 2091.009, 2091.011
- 2091 mit Stufenfahrschalter: 2091.009, 2091.011

NÖVOG 2091.09

Führerstände
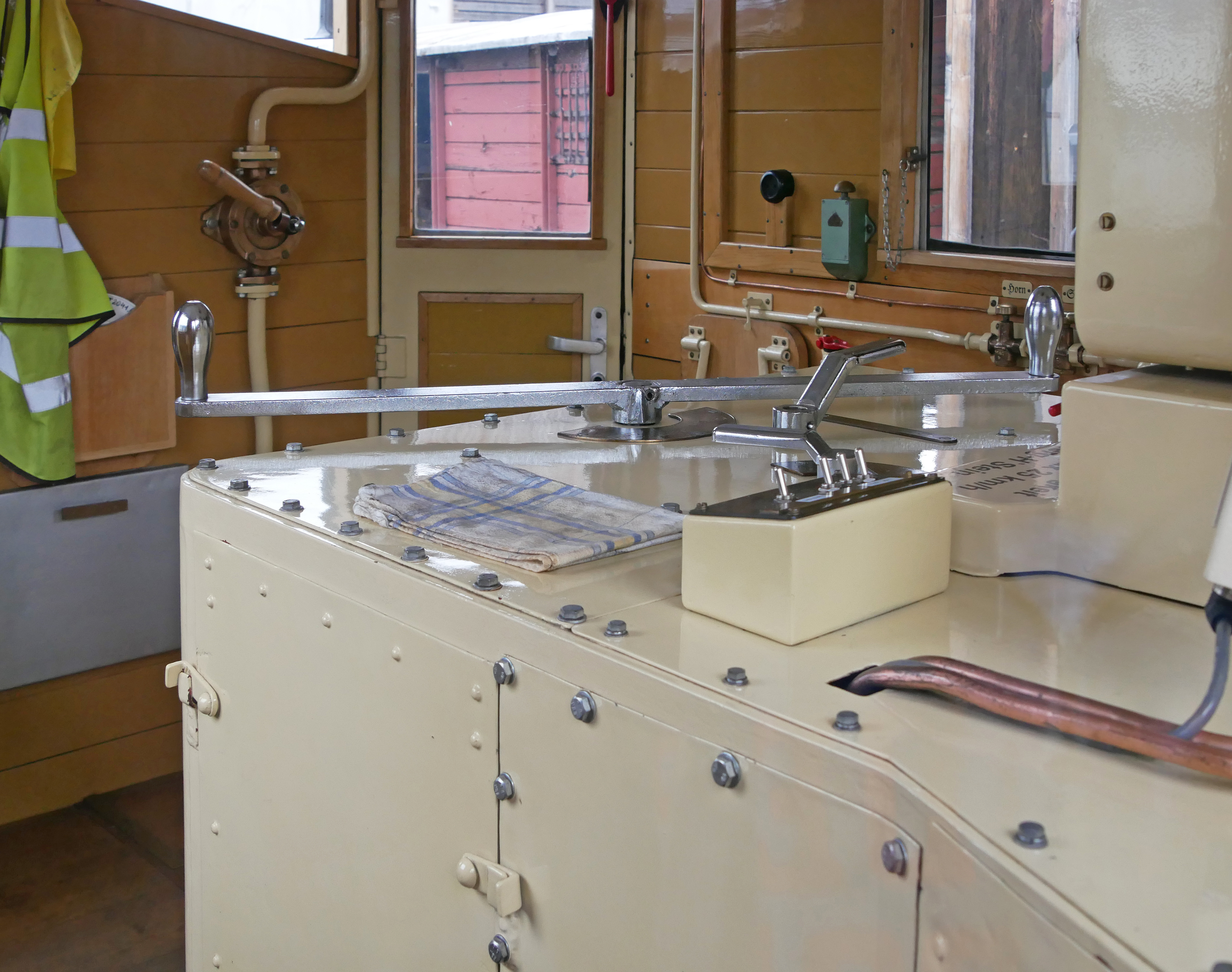
Ursprünglicher Führerstand (2091.02)
Weitgehend ursprünglicher Führerstand (2091.07)
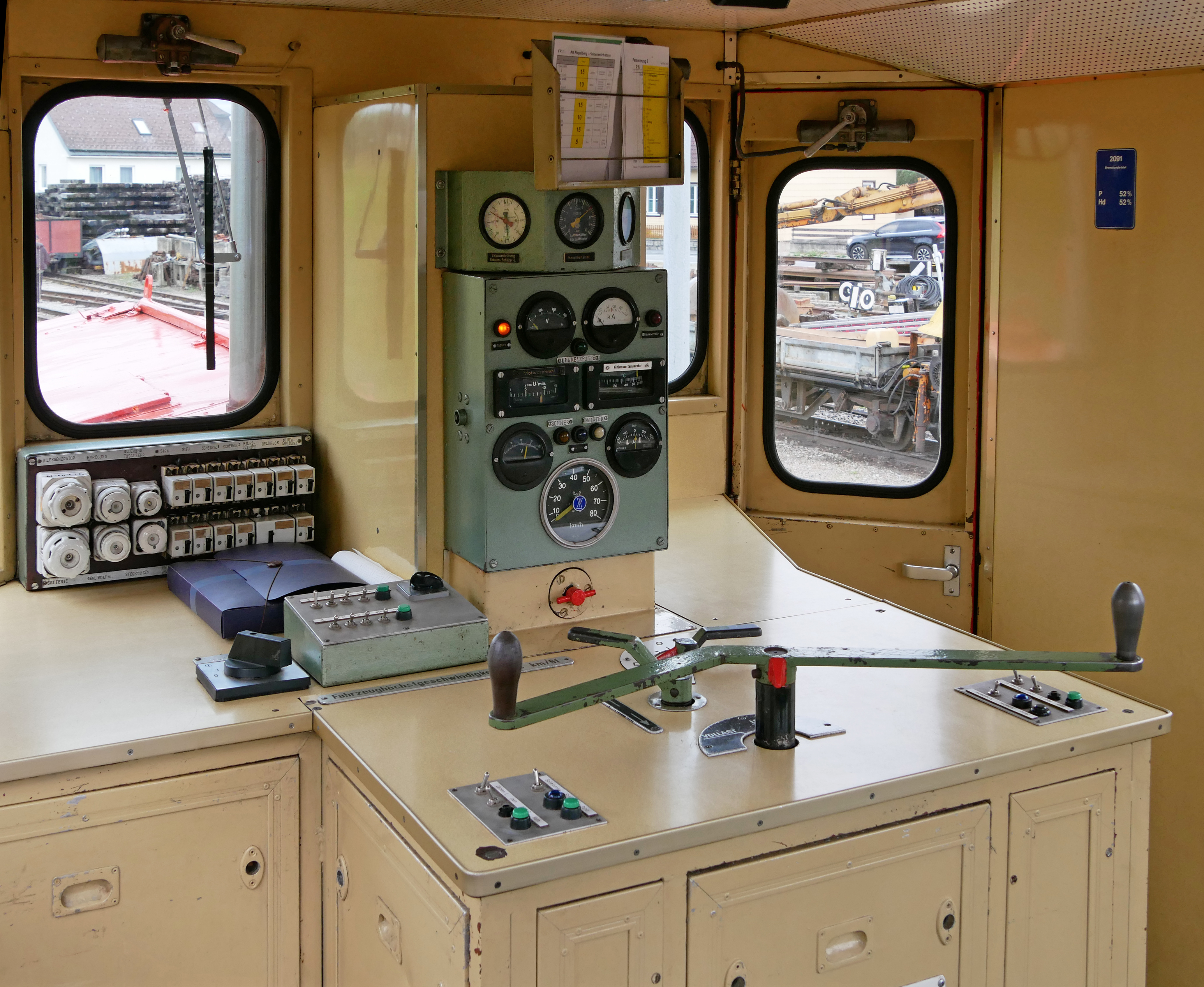
Umgebauter Führerstand (2091.09)

Gepäckabteil und Führerhaus
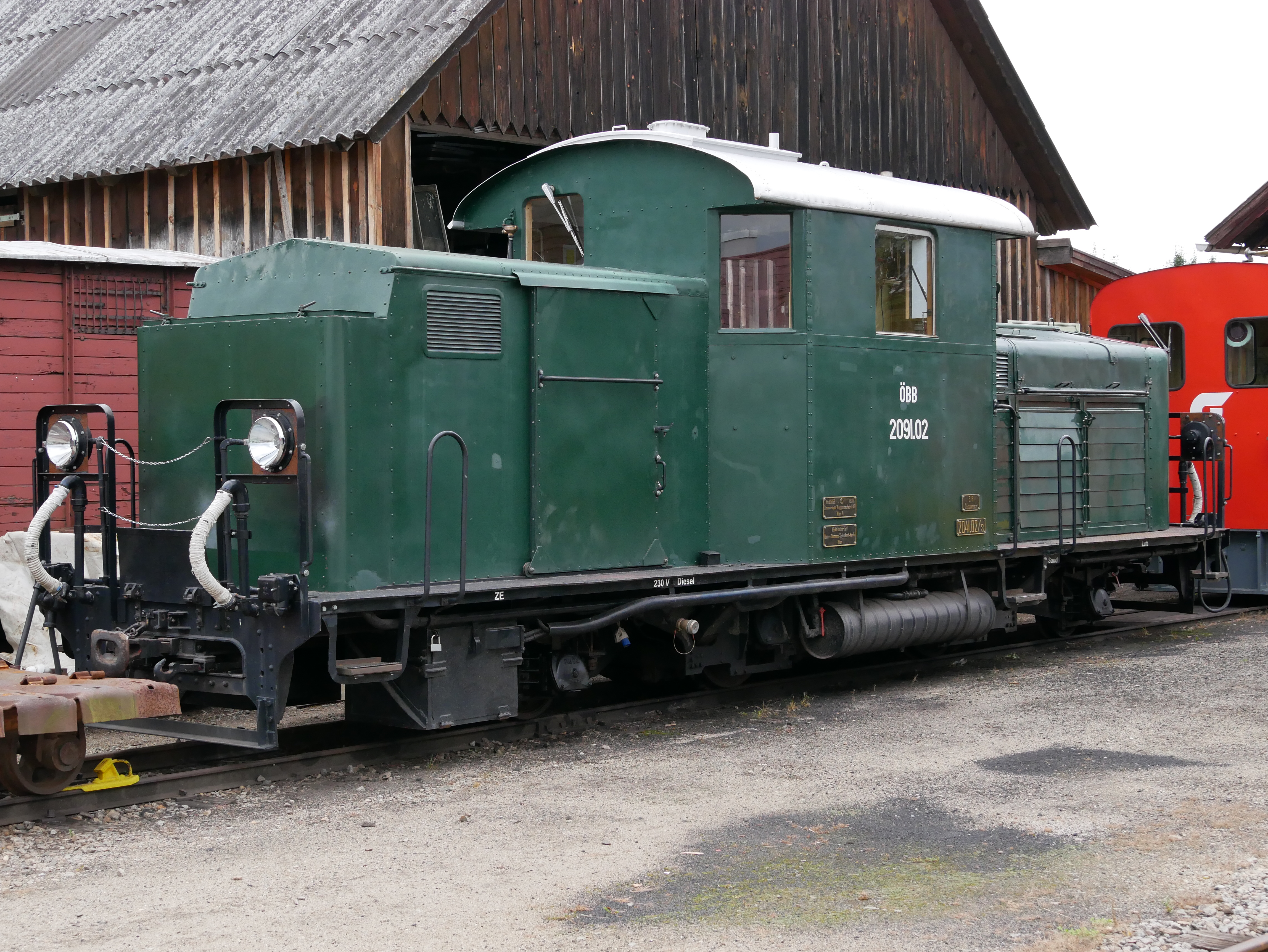
Ursprüngliches Aussehen (2091.02)
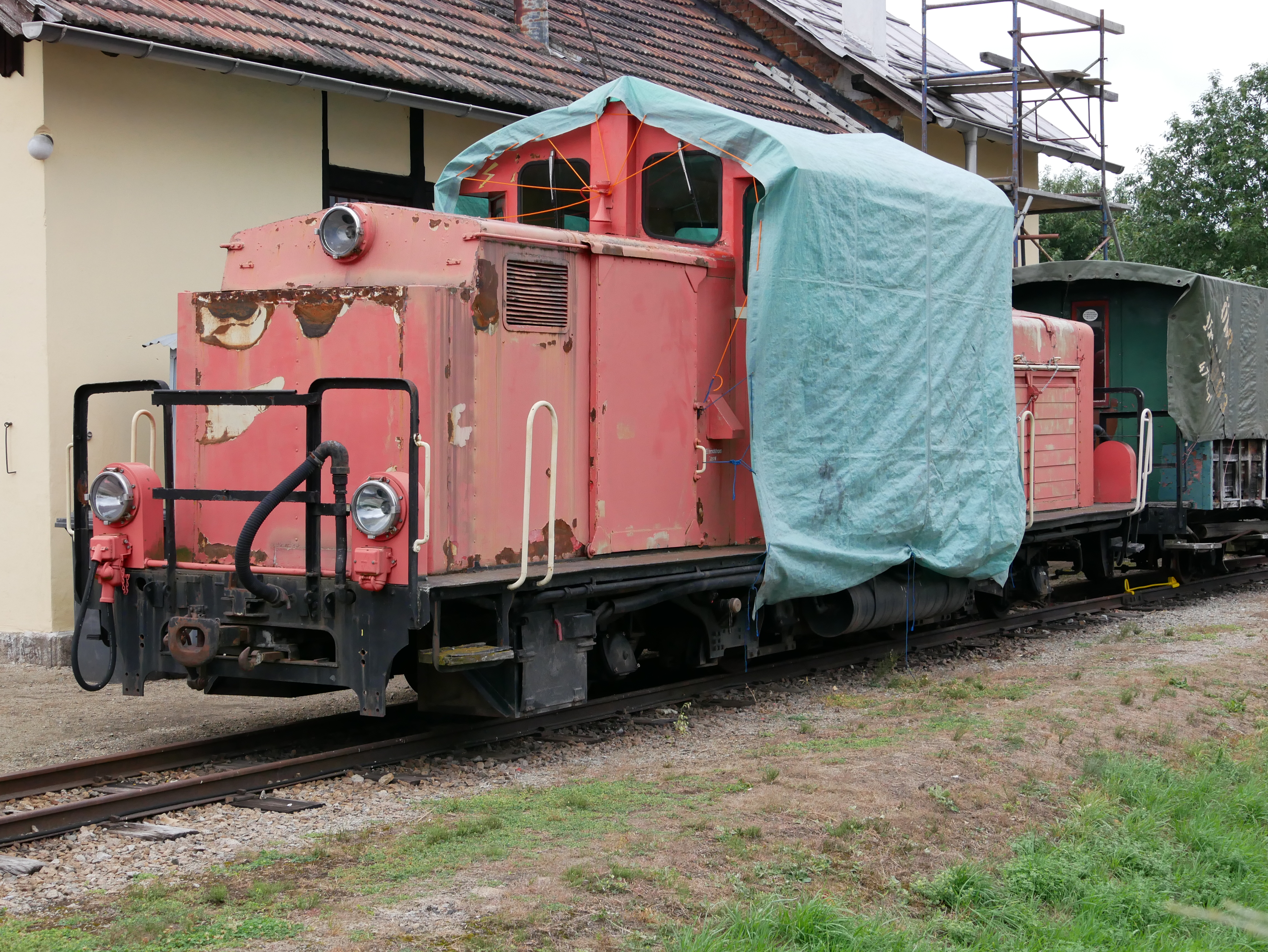
Drittes Spitzensignal, zusätzliches Fenster (2091.07)
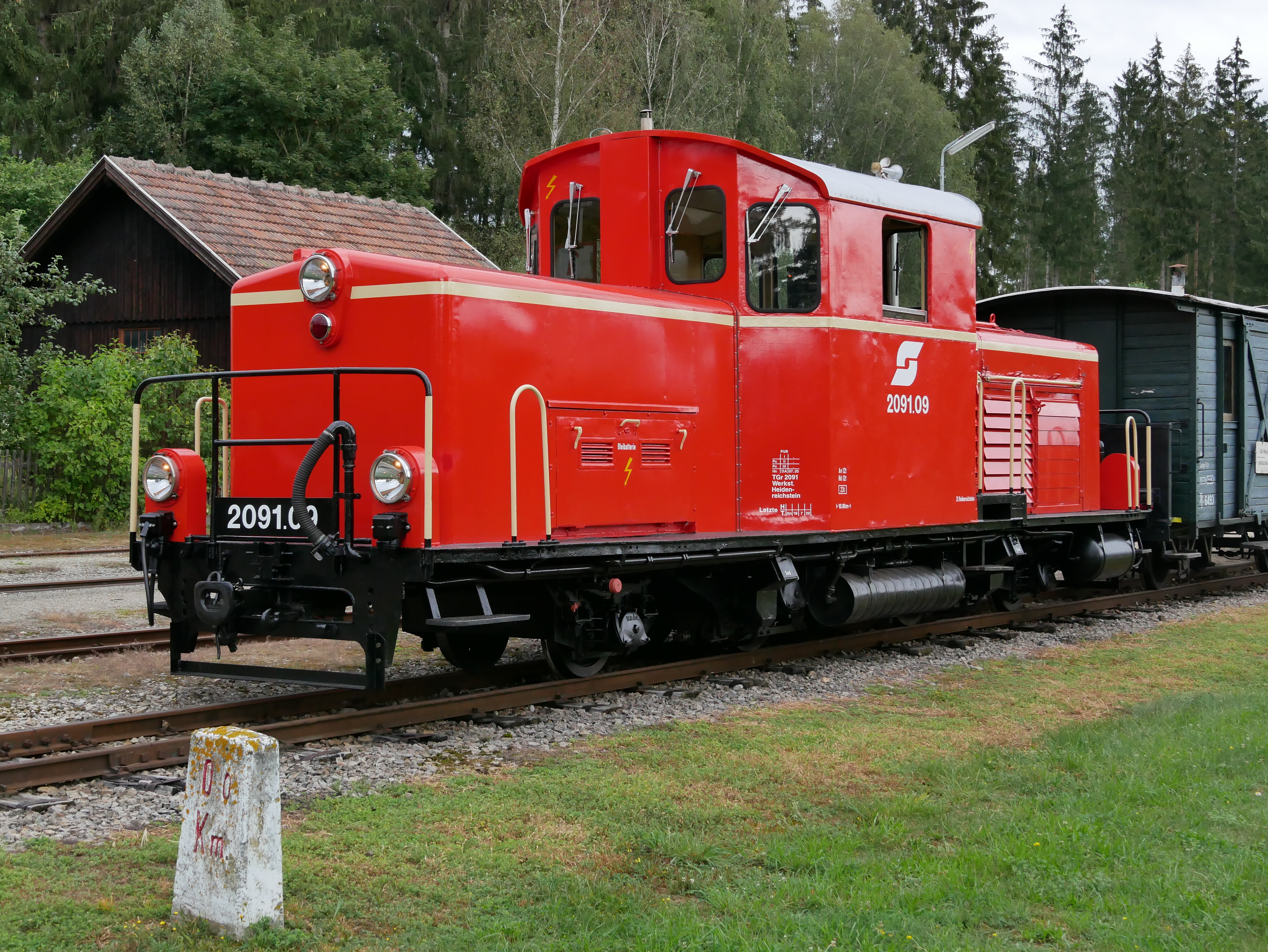
Apparatevorbau, geändertes Führerhaus (2091.09)

## Farbgebung
Ursprünglich hatten die Fahrzeuge dieselbe tannengrüne Farbe, in der auch die Personenwaggons lackiert wurden. Ende der 1960er-Jahre bekamen sie einen Anstrich in Blutorange und Elfenbein, später folgte die alleinige Farbgebung in Blutorange. Die 2091.02 erhielt als einzige ÖBB-2091 einen Anstrich im sogenannten „Valousek-Design“ mit beiger Bauchbinde und grauer „Brille“ um die Führerstandsfenster. Mitte der 1990er Jahre wurden einzelne Exemplare noch mit einem verkehrsroten Anstrich versehen.

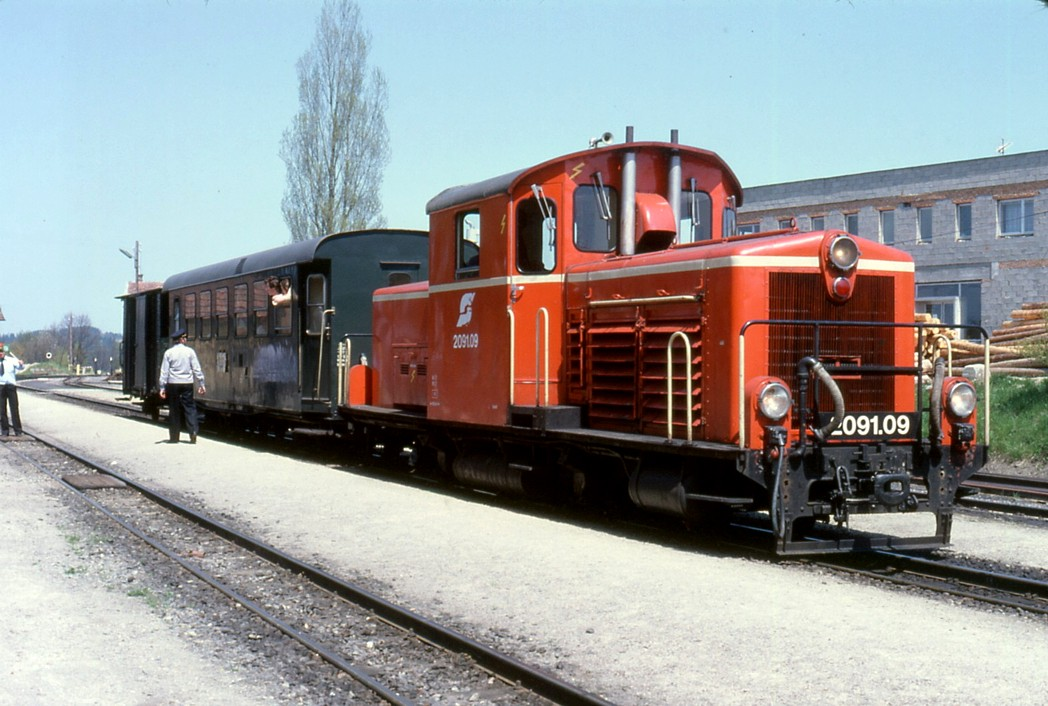
ÖBB 2091.09 im Jahr 1982

ÖBB 2091 009-7 im Jahr 1992

Übersicht über das äußere Erscheinungsbild der Loks
| Zeitraum (ca.) | Anschrift            | Dach                     | Kasten                                                                  | Rahmen                     | Anmerkungen                    |
| -------------- | -------------------- | ------------------------ | ----------------------------------------------------------------------- | -------------------------- | ------------------------------ |
| 1936 – 1939    | BBÖ 2041/s 01–07     | Weißaluminium            | Tannengrün                                                              | Tiefschwarz                | ein Scheinwerfer pro Front     |
| 1939 – 1945    | DRG PwVT 137.332–343 | Weißaluminium            | Tannengrün                                                              | Tiefschwarz                | -                              |
| 1945 – 1953    | 2041.01–12           | Weißaluminium            | Tannengrün                                                              | Tiefschwarz                | div. Eigentümeranschriften     |
| 1953 – 1960    | ÖBB 2091.01–12       | Weißaluminium            | Tannengrün                                                              | Tiefschwarz bzw. Eisengrau | -                              |
| 1960 – 1969    | ÖBB 2091.01–12       | Weißaluminium            | Karminrot bzw. Blutorange + Hellelfenbein bzw. Cremeweiß bzw. Elfenbein | Eisengrau                  | anfällig für Verschmutzungen   |
| 1965 – 1980    | ÖBB 2091.01–12       | Weißaluminium            | Blutorange                                                              | Tiefschwarz bzw. Eisengrau | noch erhabene Nummernschilder  |
| 1980 – 1985    | ÖBB 2091.01–12       | Elfenbein                | Blutorange                                                              | Tiefschwarz                | Pflatsch und Klebeziffern      |
| ab 1986        | ÖBB 2091.001–12      | Elfenbein bzw. Umbragrau | Blutorange bzw. Verkehrsrot                                             | Umbragrau                  | versch. Kombinationen          |
| ab 1988        | ÖBB 2091.002         | Weißaluminium            | Blutorange + Elfenbein + Umbragrau                                      | Umbragrau                  | einzige Lok im Valousek-Design |

Lackierungen
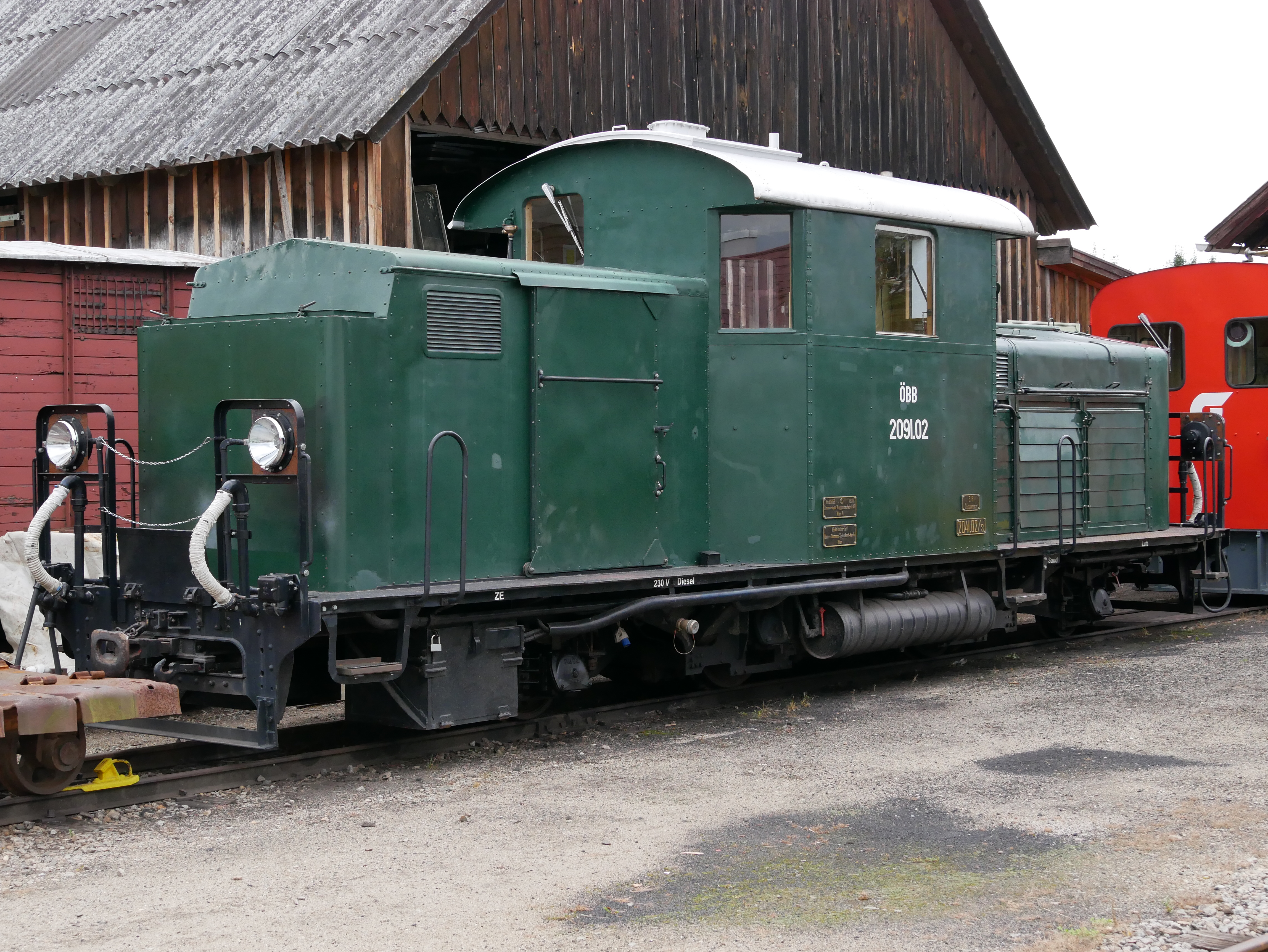
Tannengrün (2091.02)
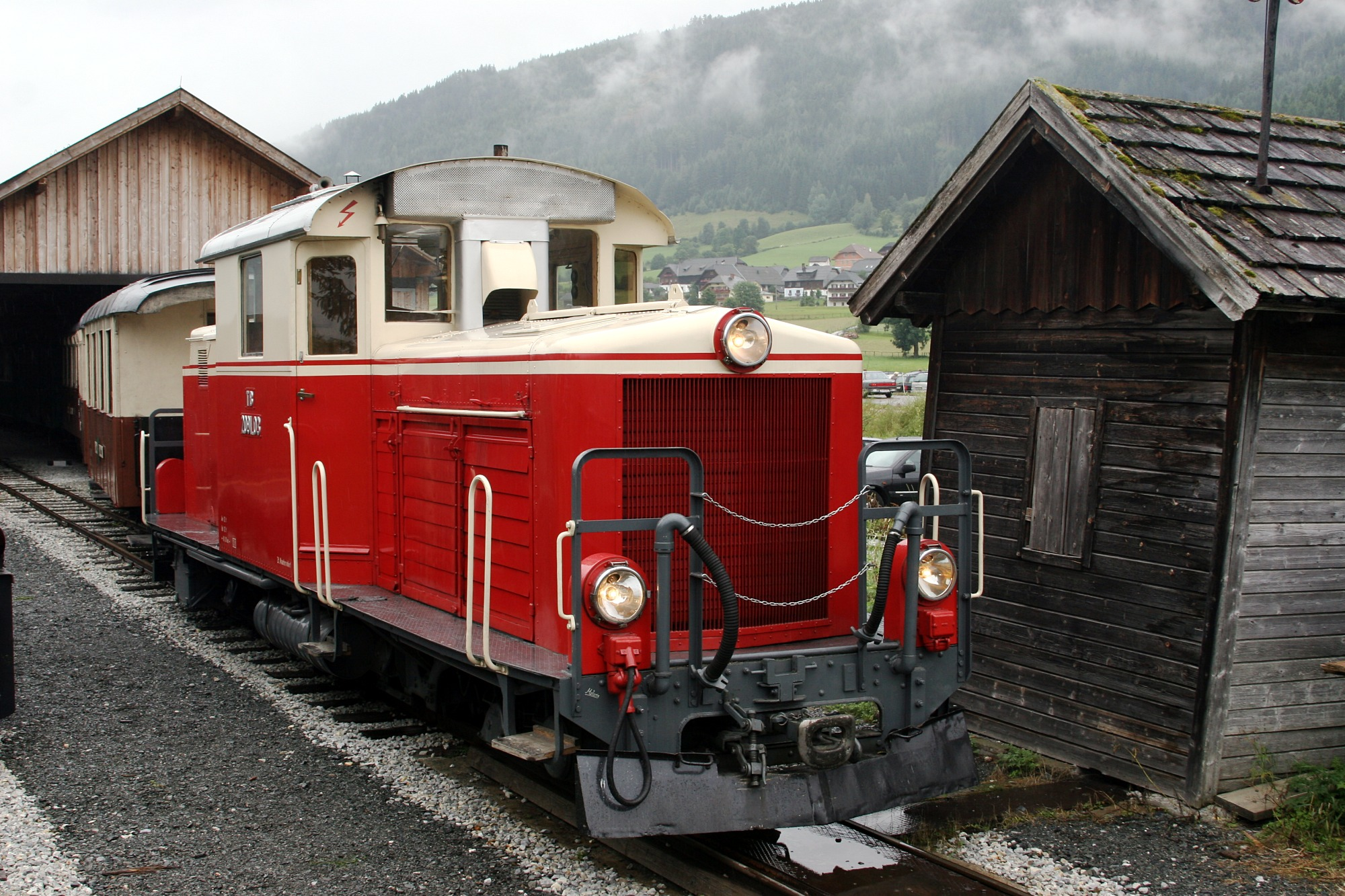
Karminrot/elfenbein (2091.03)
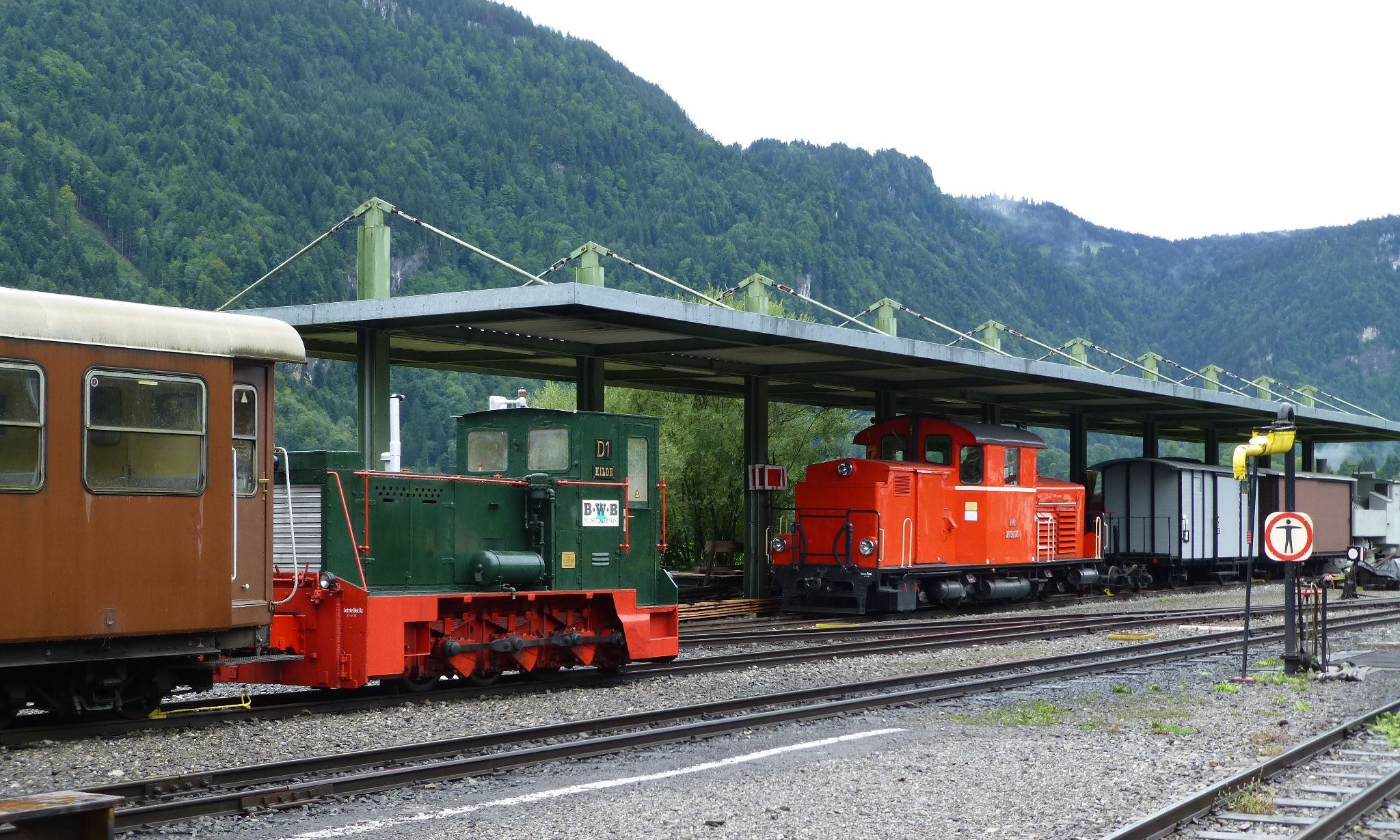
Blutorange, erhabene Nummerntafeln (2091.08)
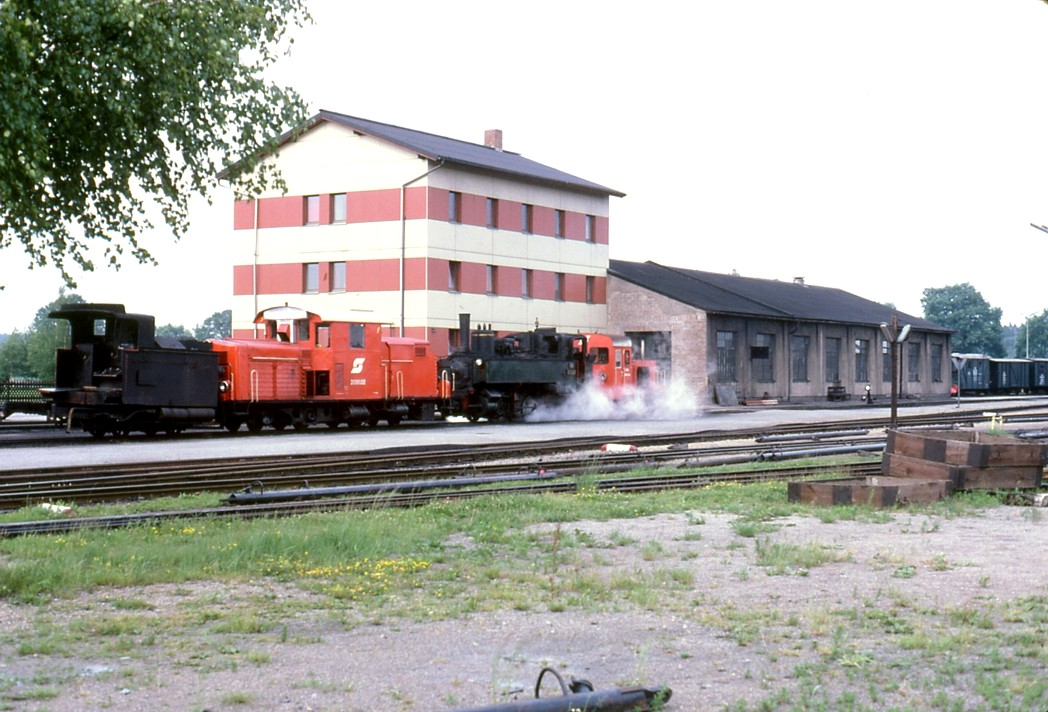
Blutorange, Pflatsch, kurze Nummer (2091.02)
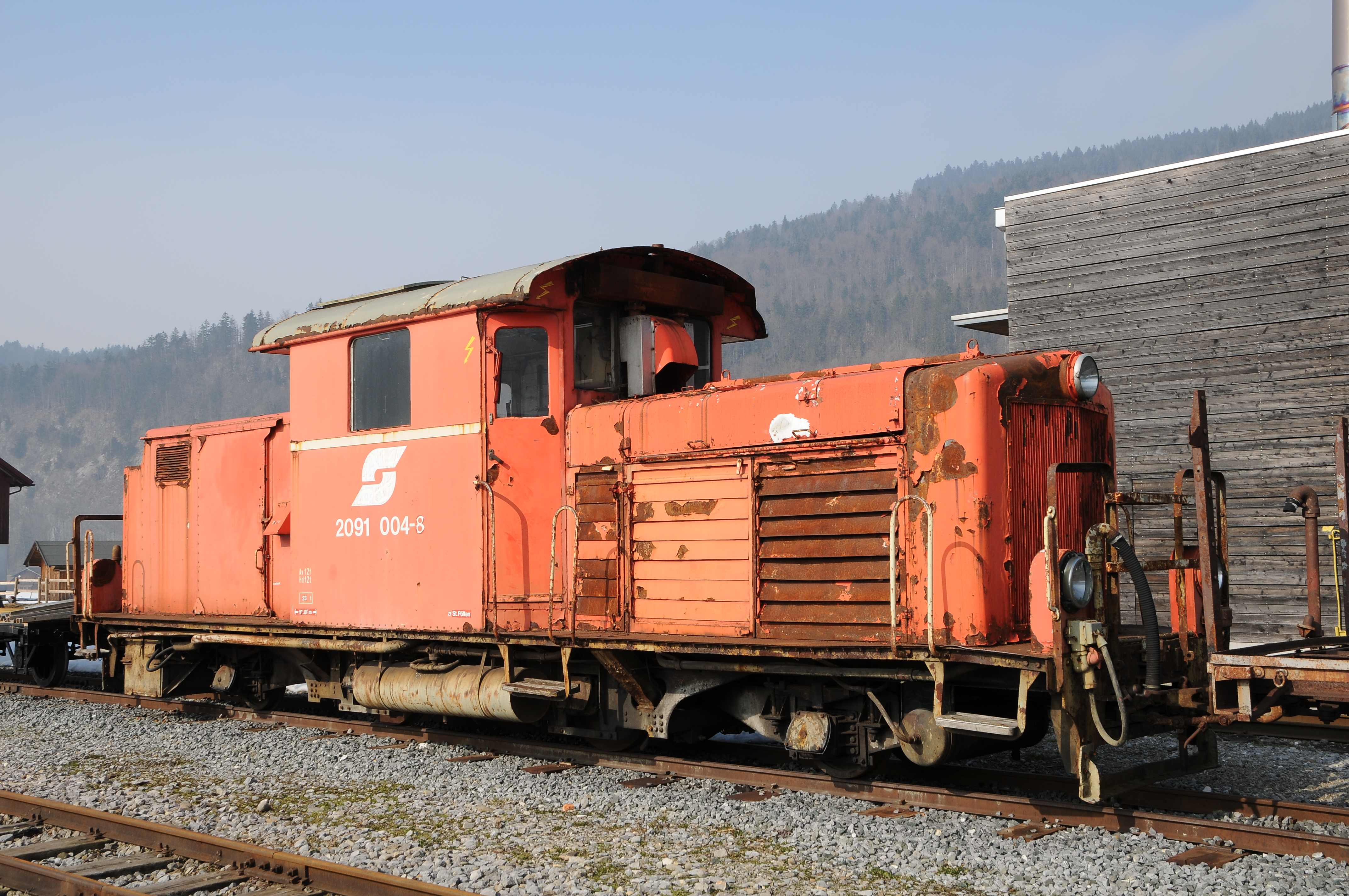
Blutorange, Computernummer (2091 004-8)
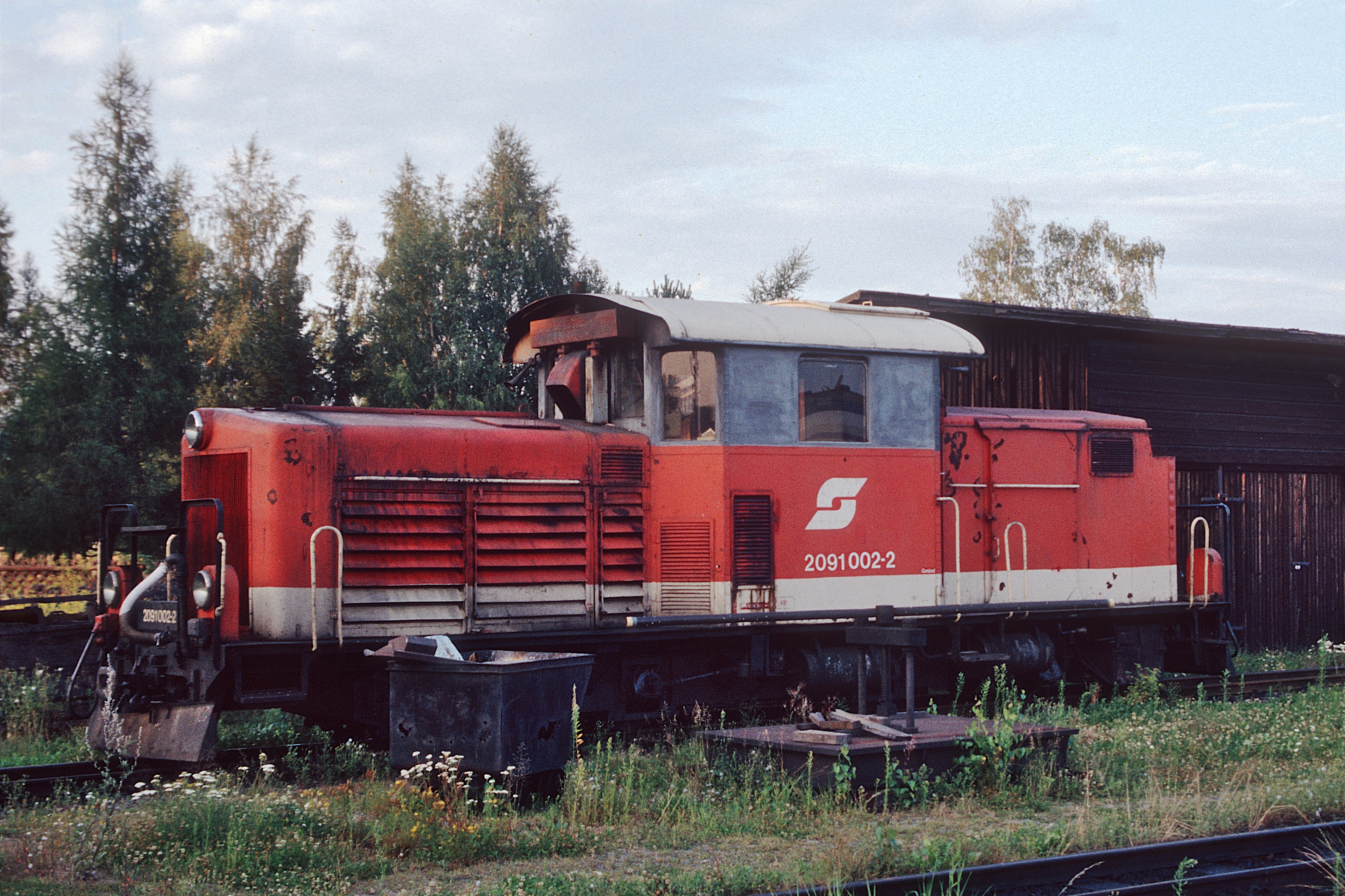
Valousek-Design (2091 002-2)
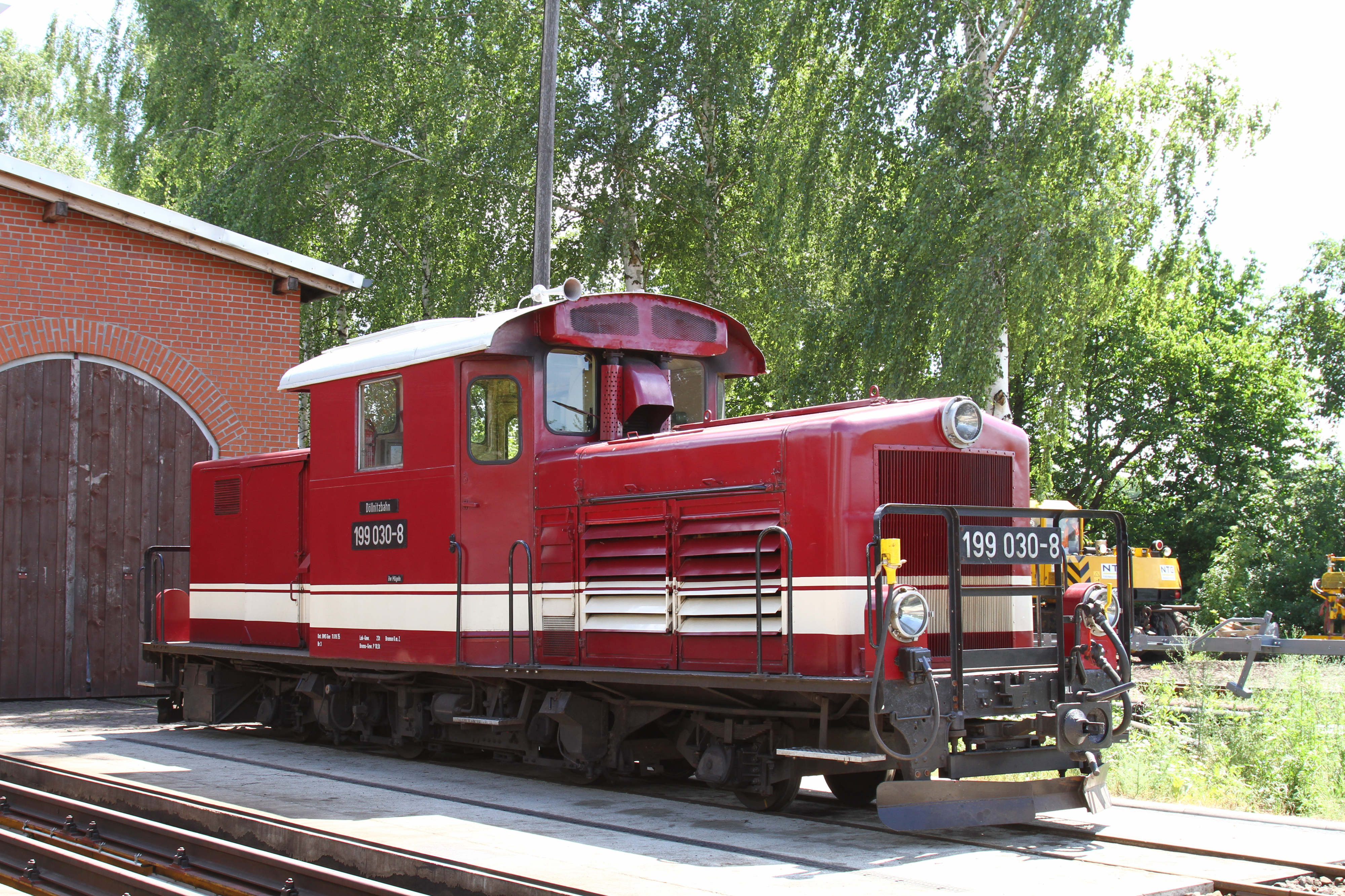
Döllnitzbahn-Design (199 030)

## Verbleib

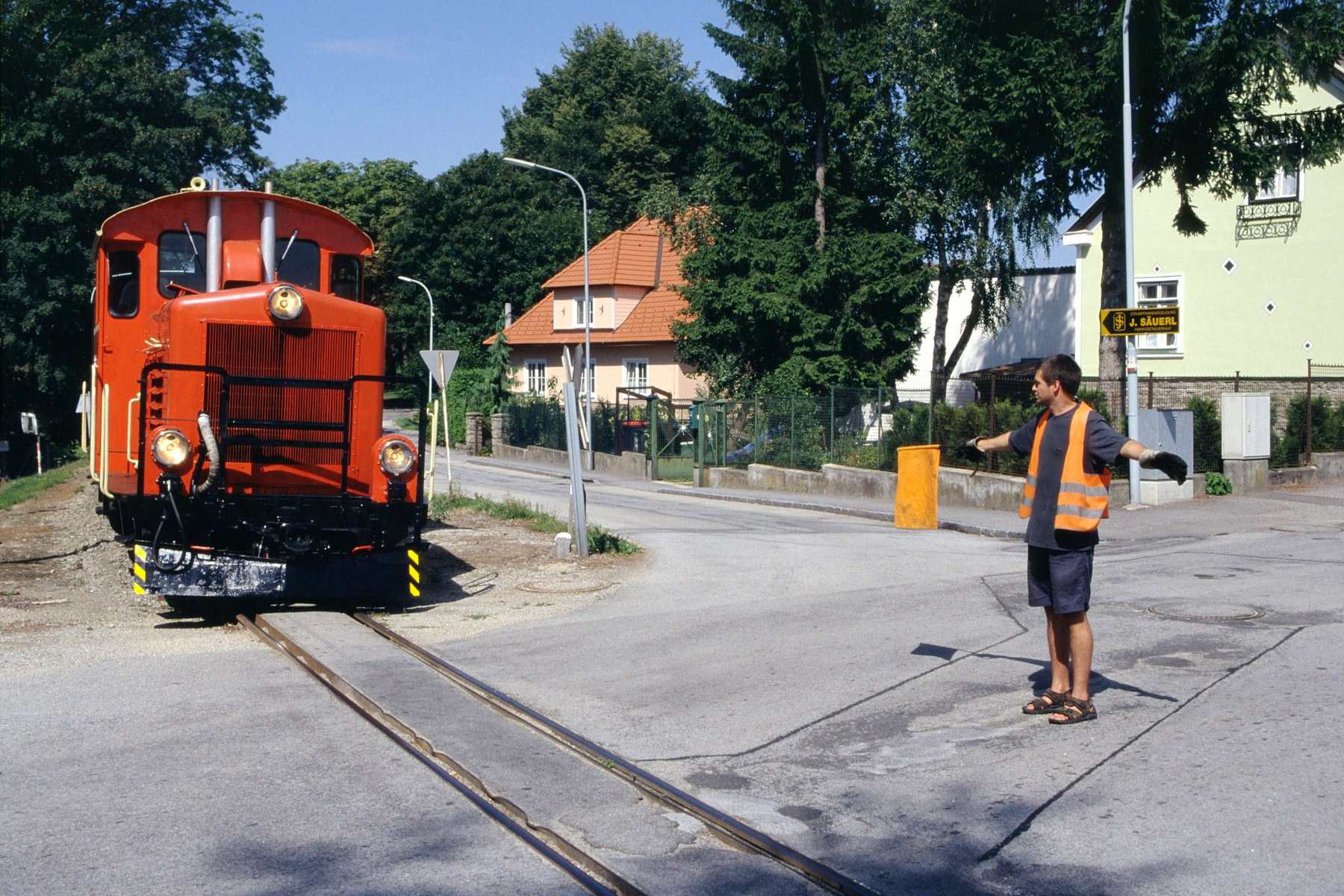
2091.07 bei Heidenreichstein auf den Waldviertler Schmalspurbahnen

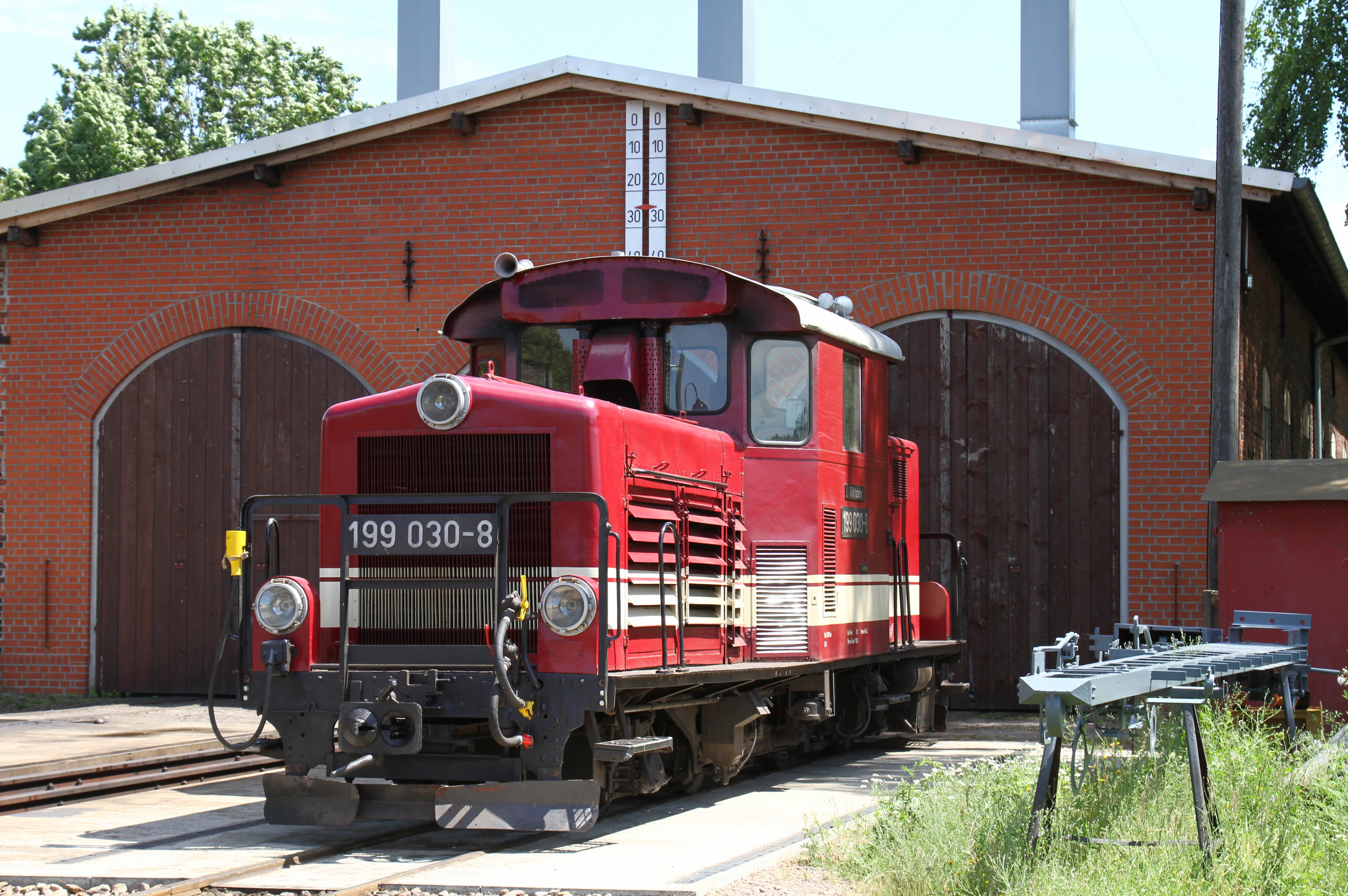
2091.10 als 199 030 der Döllnitzbahn vor dem Lokschuppen in Mügeln

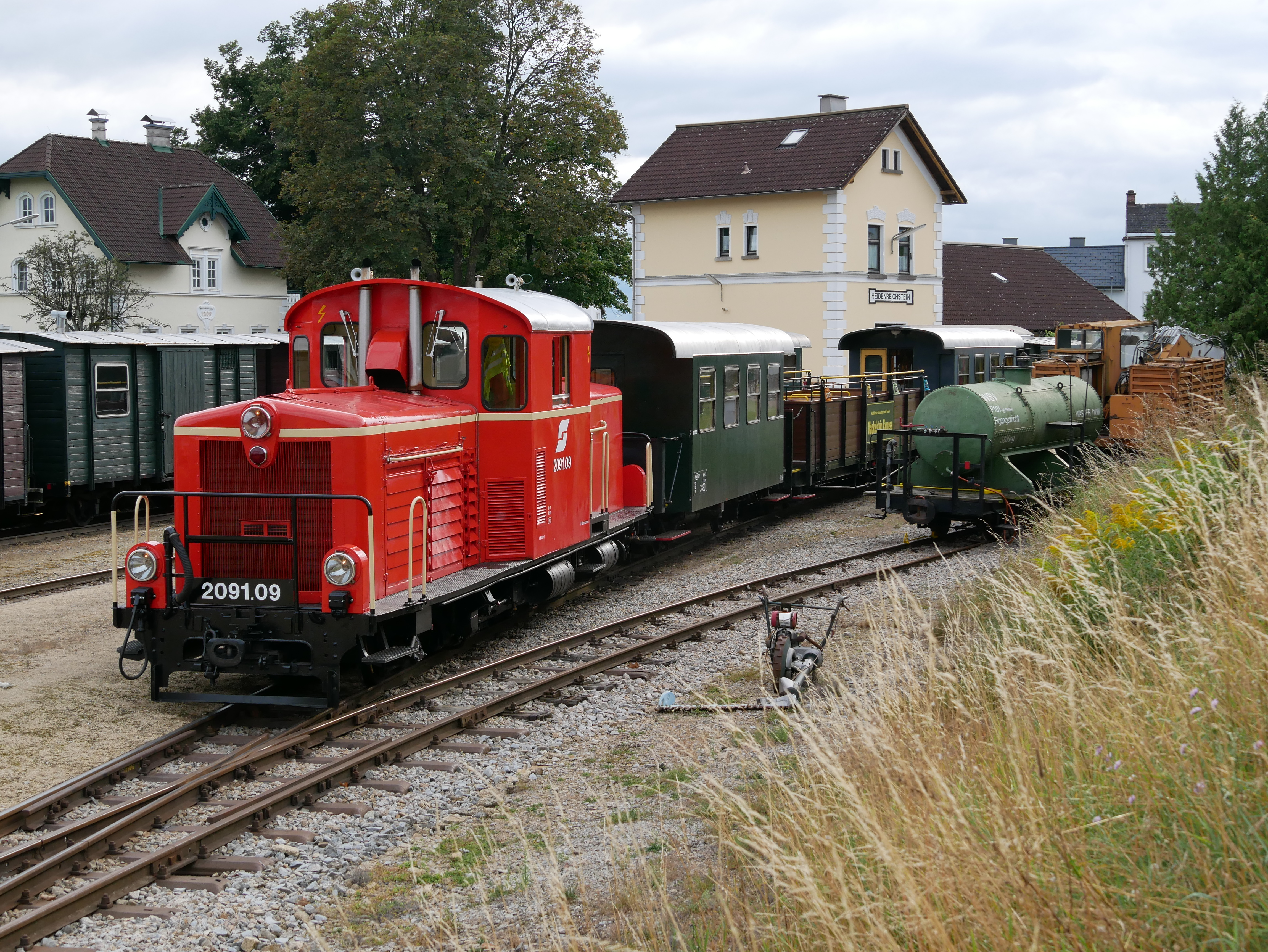
2091.09 des WSV in Heidenreichstein

Im Jahr 1973 wurde die 2091.06 nach einem Motorbrand als erste Lok dieser Reihe ausgemustert. Ab 1988 wurden einige Lokomotiven verkauft.
1992 schied die 2091.05 nach einem Unfall aus. Die letzten vier Maschinen (2091.02, 07, 09 und 11) kamen 1998 zur „ÖBB Erlebnisbahn“, die sie jedoch teilweise weiterverkaufte. Von den erhaltenen Fahrzeugen sind mehrere fahrbereit.
- 2091.01 wurde nach Entnahme aller verwendbaren Ersatzteile von der Österreichischen Gesellschaft für Lokalbahnen grün lackiert und zunächst am Bahnhof Lunz am See als Denkmal aufgestellt, wo sie nach fortgeschrittenem Verfall 2013 verschrottet wurde.
- 2091.02 ist in Privatbesitz und erhielt eine Hauptuntersuchung samt Versetzung in den Ursprungszustand (allerdings ohne Dampfheizung). Sie wird auf den Waldviertler Schmalspurbahnen vor den Sonderzügen des WSV (Waldviertler Schmalspurbahnverein) eingesetzt. 2011 wurden in Zell am See diverse Reparaturen (u. a. Austausch eines Fahrmotors) durchgeführt. Sie ist im ursprünglichen Tannengrün lackiert. Aktuell ist sie mit nur einem Fahrmotor mindertauglich in Betrieb.[4]
- 2091.03 ist im Besitz des Club 760 und hat einen Anstrich in Blutorange und Elfenbein erhalten. Bis 30. September 2024 stand sie im Heizhaus Krimml der Pinzgaubahn und wurde dann als Leihgabe zum Waldviertler Schmalspurverein überstellt.
- 2091.04 ist Ersatzteilspender bei der Bregenzerwaldbahn.
- 2091.07 ist im Besitz des Waldviertler Schmalspurvereins (WSV) und ist nach einem Defekt als Ersatzteilspender abgestellt.
- 2091.08 ist bei der Bregenzerwaldbahn im Einsatz.
- 2091.09 ist im Besitz des Waldviertler Schmalspurvereins (WSV) und dem Aussehen der 1980er nachempfunden. Sie führt die meisten Bau- und Sonderzüge zwischen Heidenreichstein und Altnagelberg.
- 2091.10 (nunmehr 199 030) wurde 1997 an die Döllnitzbahn in Sachsen verkauft und auf eine Spurweite von 750 mm umgespurt. Nach der Überholung bei BMS Stahlbau in Ostritz ist sie seit 2010 wieder im Einsatz. Nachdem sie zunächst in Pink und Türkis lackiert worden war, trägt sie aktuell eine an das DR-Schema angelehnte Lackierung.
- 2091.11 ist seit 2001 im Besitz des Club Mh.6 und betriebsfähig im Heizhaus Obergrafendorf an der Mariazellerbahn untergebracht.
- 2091.12 wurde ebenfalls auf 750 mm umgespurt und zunächst an die Öchsle-Schmalspurbahn verkauft, von wo sie 2001 zur Döllnitzbahn kam (dort 199 031). Die beiden in Sachsen befindlichen Loks erhielten inzwischen mehrere neue Anstriche. Die 199 031 wurde nach einem Unfall bzw. nach Fristablauf zunächst abgestellt. Ende 2007 wurde sie zur Hauptuntersuchung nach Ostritz überstellt und erhielt dort eine an das DR-Farbschema angelehnte Lackierung.[5] Seit Juli 2008 ist sie wieder einsatzfähig.